# ألكسيس غونزاليس
ألكسيس غونزاليس (بالإسبانية: Alexis González)‏ (7 يناير 1992 في باراغواي - ) هو لاعب كرة قدم باراغواياني في مركز الوسط. لعب مع سبورتيفو لوكوينو وسيرو بورتينيو.

## وصلات خارجية
- ألكسيس غونزاليس على موقع قاعدة بيانات كرة القدم.إي يو (الإنجليزية)
- ألكسيس غونزاليس على موقع Soccerway.com (الإنجليزية)
- ألكسيس غونزاليس على موقع AS.com (الإسبانية)